# Handlungsfähigkeit (Liechtenstein)
Die Handlungsfähigkeit ist die Fähigkeit, durch sein eigenes Handeln rechtliche Wirkungen auszulösen.
Die Handlungsfähigkeit ist ein Unterfall der Rechtsfähigkeit.

## Voraussetzungen und Ausnahmen der Handlungsfähigkeit
Die Handlungsfähigkeit besitzt nach Art 11 Abs. 1 PGR jede Person, die
- urteilsfähig und die
- mündig ist,

soweit nicht das Gesetz in einzelnen Fällen eine Ausnahme vorsieht.
Solche Ausnahmen können zum Beispiel bei einer beschränkten Handlungsfähigkeit (zum Beispiel Teilentmündigung) oder bei der Testierfähigkeit gegeben sein. „Die Handlungsfähigkeit wird vermutet, soweit nicht ihr Fehlen offenkundig ist, wie beispielsweise bei Kindern“ (Art 11 Abs. 2 PGR).

### Handlungsunfähige Personen
Handlungsunfähig sind grundsätzlich Personen (Art 16 PGR),
- die nicht urteilsfähig oder
- die unmündig oder die voll entmündigt sind.

Die Handlungsfähigkeit selbst wird durch die Urteilsfähigkeit konkretisiert (Liechtenstein, Schweiz) und durch die Mündigkeit grundsätzlich ein zeitlicher Rahmen vorgegeben.

### Handlungsfähigkeit des Kindes
Ein Kind das unter der elterlichen Obsorge steht (§ 144 ABGB) hat die gleiche beschränkte Handlungsfähigkeit wie eine bevormundete Person (Art 22 Abs. 1 PGR). Es kann „ohne ausdrückliche oder stillschweigende Einwilligung seines gesetzlichen Vertreters rechtsgeschäftlich weder verfügen noch sich verpflichten“ (§ 151 Abs. 1 ABGB). Schliesst ein „Kind ein Rechtsgeschäft, das von Minderjährigen seines Alters üblicherweise geschlossen wird und eine geringfügige Angelegenheit des täglichen Lebens betrifft, so wird dieses Rechtsgeschäft“, auch wenn das Kind das 14. Lebensjahr nicht erreicht hat, „mit der Erfüllung der das Kind treffenden Pflichten rückwirkend rechtswirksam“ (§ 151 Abs. 3 ABGB).
„Für Verpflichtungen des Kindes haftet sein Vermögen ohne Rücksicht auf die elterlichen Vermögensrechte“ (Art 22 Abs. 3 PGR).

### Handlungsfähigkeit des Jugendlichen
Ein minderjähriges Kind kann nach Vollendung des 14. Lebensjahres (Jugendlicher) ohne ausdrückliche oder stillschweigende Einwilligung seines gesetzlichen Vertreters rechtsgeschäftlich über Sachen, die ihm zur freien Verfügung überlassen worden sind und über sein Einkommen aus eigenem Erwerb soweit verfügen und sich verpflichten, als dadurch nicht die Befriedigung seiner Lebensbedürfnisse gefährdet wird (§ 151 Abs. 2 ABGB).
Ein minderjähriges Kind, welches das 14. Lebensjahr vollendet hat (Jugendlicher), kann sich „selbständig durch Vertrag zu Dienstleistungen verpflichten, ausgenommen zu Dienstleistungen auf Grund eines Lehr- oder sonstigen Ausbildungsvertrages. Der gesetzliche Vertreter des Kindes kann das durch den Vertrag begründete Rechtsverhältnis aus wichtigen Gründen vorzeitig lösen“ (§ 152 ABGB).

## Urteilsfähigkeit
Urteilsfähig im Sinne des Privatrechts ist grundsätzlich jede Person die in der Lage ist, die Beweggründe und Folgen ihres Verhaltens zu erkennen oder einer richtigen Erkenntnis gemäss zu handeln (Art 15 Abs. 1 PGR). Die Urteilsfähigkeit ist, im Gegensatz zur Mündigkeit, nicht von einer Altersgrenze abhängig. „Wer nicht urteilsfähig ist, vermag unter Vorbehalt der gesetzlichen Ausnahmen und der Bestimmungen über die Haftung Dritter durch sein Verhalten keine rechtlichen Wirkungen hervorzubringen“ (Art 17 PGR). „Der Richter hat im Einzelfall festzustellen, ob bei den genannten Zuständen diese Fähigkeit vernunftgemässen Handelns fehlt“ (Art 15 Abs. 2 PGR).
Für die Stellvertretung genügt die Urteilsfähigkeit (Art 10 Abs. 2 PGR) und ist Mündigkeit nicht erforderlich.

### Urteilsfähigkeit bei Jugendlichen
„Unmündige, die das 14. Lebensjahr vollendet haben oder beschränkt entmündigte Personen gelten im Zweifel als urteilsfähig. Sie können sich nur mit Zustimmung ihrer gesetzlichen Vertreter durch ihre Handlungen verpflichten oder Rechte aufgeben“ (Art 18 Abs. 1 PGR). „Ohne diese Zustimmung vermögen sie jedoch, auch ohne Mitwirkung des gesetzlichen Vertreters, Vorteile zu erlangen, die unentgeltlich sind und, wo das Gesetz nicht eine Ausnahme vorsieht, Rechte auszuüben, die ihnen um ihrer Persönlichkeit willen zustehen“ (Art 18 Abs. 2 PGR). Durch § 151 Abs. 2 ABGB wird für bestimmte Bereiche des täglichen Lebens eine beschränkte Urteilsfähigkeit von Jugendlichen normiert (siehe oben "Handlungsfähigkeit des Jugendlichen", Zif. 1.3).
Jugendliche werden aus unerlaubten Handlungen schadenersatzpflichtig (Art 18 Abs. 3 PGR).

### Urteilsfähigkeit bei Bevormundeten
Ist ein Bevormundeter urteilsfähig, so kann er Verpflichtungen eingehen oder Rechte aufgeben, „sobald der Vormund ausdrücklich oder stillschweigend zum voraus seine Zustimmung gegeben hat oder nachträglich das Geschäft genehmigt“ (Art 19 Abs. 1 PGR).
Das Rechtsgeschäft ist solange schwebend unwirksam, bis die Zustimmung erteilt wird (Art 19 Abs. 2, 20 Abs. 1 PGR). Dem Bevormundeten, dem der selbständigen Betrieb eines Berufes oder Gewerbes ausdrücklich oder stillschweigend gestattet wurde, „kann alle Geschäfte vornehmen, die zu dem regelmässigen Betriebe gehören und haftet hieraus mit seinem ganzen Vermögen, sofern nicht Ausnahmen vorgesehen oder zugelassen sind“ (Art 21 PGR).
„Hat der Bevormundete den andern Teil zu der irrtümlichen Annahme seiner Handlungsfähigkeit (Urteilsfähigkeit und Mündigkeit) verleitet, so ist er ihm für den verursachten Schaden nach den Vorschriften über unerlaubte Handlungen verantwortlich“ (Art 20 Abs. 2 PGR).

## Mündigkeit
Die Mündigkeit natürlicher Personen tritt in verschiedenen Lebensabschnitten unterschiedlich (mit Abstufungen) ein. Grundsätzlich durch Überschreiten einer bestimmten Altersgrenze, wird vom Gesetzgeber fingiert, dass eine natürliche Person in der Lage ist, gewisse Rechte und Pflichten im Rechtsverkehr zu tragen. Andere Personen dürfen ab diesen Altersstufen darauf vertrauen, dass diese Person über bestimmte geistige Fähigkeiten zur Teilnahme am Rechtsverkehr verfügt.
Die Mündigkeit unterscheidet sich in zivilrechtliche und strafrechtliche Mündigkeit (siehe unten, Zif. 3.2).
Die Mündigkeit wird durch die Urteilsfähigkeit begrenzt, da grundsätzlich für seine Verpflichtungen jeder Mündige mit seinem ganzen Vermögen unbeschränkt haftet, soweit sich weder aus Gesetz noch Rechtsgeschäft etwas anderes ergibt (Art 10 Abs. 3 PGR).

### Mündigkeit im Zivilrecht
Mündigkeit im Zivilrecht bedeutet grundsätzlich, dass jede Person unter den von den Gesetzen vorgeschriebenen Bedingungen fähig ist, Rechte zu erwerben (§ 18 ABGB). Von den im Gesetz vorgeschriebenen Bedingungen für die Mündigkeit sind in der Praxis primär die Altersgrenzen wichtig. Der Gesetzgeber geht davon aus, dass Personen ab einem gewissen Alter in der Lage sind, am Rechtsverkehr teilzunehmen und sich zu berechtigen, aber vor allem auch zu verpflichten.

#### Einteilung
Das liechtensteinische Recht teilt die natürlichen Personen in
- Mündige (ab dem vollendeten 18. Lebensjahr) und
- Unmündige (bis zum 18. Lebensjahr)

ein.
Teilweise werden die Unmündigen auch als Minderjährige bezeichnet (im Sinne von: noch nicht mündig). Eine einheitliche Terminologie ist in den liechtensteinischen Gesetzen nicht vorhanden.

#### Altersgrenzen
Wer im Besitz seiner vollen geistigen Kräfte ist, wird mit Erreichen des 18. Lebensjahrs (wie auch bei der Volljährigkeit) mündig.
Art 12 PGR: „Mündig ist, wer das 18. Lebensjahr vollendet hat.“
Unmündige bis zum 14. Lebensjahr sind nur sehr beschränkt berechtigt, am Rechtsverkehr teilzunehmen und können sich in der Regel nur berechtigen, nicht jedoch ohne Zustimmung der Obsorgeberechtigten verpflichten. Sie gelten im Zweifel als nicht urteilsfähig. Rechtsgeschäfte mit Unmündigen unter 14 Jahren sind daher im Zweifel schwebend unwirksam, soweit nicht die Sonderbestimmung des § 151 Abs. 3 ABGB eingreift (Rechtsgeschäfte über Dinge, die von Minderjährigen dieses Alters üblicherweise geschlossen werden und nur geringfügige Angelegenheit des täglichen Lebens betreffen).
„Unmündige, die das 14. Lebensjahr vollendet haben oder beschränkt entmündigte Personen gelten im Zweifel als urteilsfähig“ (Art 18 Abs. 1 PGR). Das PGR bezeichnet die Unmündigen ab dem vollendeten 14. bis zum 18. Lebensjahr als „urteilsfähige Unmündige“.

#### Ausnahmen
Ausgenommen sind Personen:
- im Kindesalter (weil Unmündige) oder
- mündige Personen, die jedoch infolge von Geisteskrankheit, Geistesschwäche (ursprünglich Entmündigte)[8] oder wegen
- Trunkenheit oder ähnlichen Zuständen (nachträglich Entmündigte)[9].

die Fähigkeit zur verlässlichen Teilnahme am Rechtsverkehr nicht (mehr) aufweisen.

### Verschuldensfähigkeit
Jugendliche werden aus unerlaubten Handlungen schadenersatzpflichtig (Art 18 Abs. 3 PGR). Diese Verschuldensfähigkeit ist gemäss § 153 ABGB grundsätzlich erst ab dem 14. Lebensjahr gegeben, soweit nicht § 1310 ABGB oder Art 20 Abs. 2 PGR anzuwenden ist (Vortäuschung der Handlungsfähigkeit).
Wird eine Person durch eine Andere geschädigt, der „seines Verstandes nicht mächtig ist“, kann der Richter mit Erwägung des Umstandes, „ob dem Beschädiger, ungeachtet er gewöhnlich seines Verstandes nicht mächtig ist, in dem bestimmten Falle nicht dennoch ein Verschulden zur Last liege; oder ob der Beschädigte aus Schonung des Beschädigers die Verteidigung unterlassen habe; oder endlich, mit Rücksicht auf das Vermögen des Beschädigers und des Beschädigten; auf den ganzen Ersatz oder doch einen billigen Teil desselben erkennen“ (§ 1310 ABGB).
Für Verpflichtungen des Kindes haftet sein Vermögen jedoch ohne Rücksicht auf die elterlichen Vermögensrechte (Art 22 Abs. 3 PGR).

### Strafmündigkeit
Die Strafmündigkeit beruht auf der Fähigkeit des Täters, das Bestehen einer Verbotsnorm zu erkennen, das Unrecht einzusehen (Diskretionsfähigkeit) und sich entsprechend zu verhalten (Dispositionsfähigkeit). Daher sind Unmündige, Personen mit krankhafter Störung der Geistestätigkeit oder Geistesschwäche und unter Umständen Personen mit Bewusstseinsstörungen zum Zeitpunkt der Tat, nicht strafbar (Zurechnungsunfähigkeit). Bei Personen, die das 14. Lebensjahr vollendet haben, aber noch nicht das 18. Lebensjahr vollendet haben (Jugendliche – unter Umständen bis zum 21. Lebensjahr – junge Erwachsene), bestehen aufgrund der auch im Recht anerkannten Probleme während des Reifungsprozesses, Sonderregelungen im Strafrecht und Verwaltungsstrafrecht.
Die Strafmündigkeit wird in Liechtenstein mit dem vollendeten 14. Lebensjahr erreicht (§ 5 Jugendgerichtsgesetz (JGG)). Unmündige (0 bis 14 Jahre), die eine mit Strafe bedrohte Handlung begehen, sind nicht strafbar (§ 5 Abs. 1 JGG).
Ein Jugendlicher (14 bis 18 Jahre), der eine mit Strafe bedrohte Handlung begeht, ist nicht strafbar (§ 5 Abs. 2 JGG), wenn
- er aus bestimmten Gründen noch nicht reif genug ist, das Unrecht der Tat einzusehen oder nach dieser Ansicht zu handeln,
- er vor Vollendung des sechzehnten Lebensjahres ein Vergehen begeht, ihn kein schweres Verschulden trifft und nicht aus besonderen Gründen die Anwendung des Jugendstrafrechts geboten ist, um den Jugendlichen von strafbaren Handlungen abzuhalten, oder
- die Voraussetzungen des § 42 StGB (mangelnde Strafwürdigkeit der Tat) vorliegen.

Die Anordnung von Erziehungsmassnahmen im Sinne des § 3 JGG bleibt jedoch vorbehalten (§ 5 Abs. 3 JGG).

## Internationales Privatrecht
Die Vorschriften des liechtensteinischen Zivilrechts über die Rechts- und Handlungsfähigkeit werden nur auf liechtensteinische Staatsbürger angewandt. Die Rechts- und Handlungsfähigkeit einer natürlichen Person wird nach deren jeweiligen Personalstatut (in der Regel der Staatsbürgerschaft) beurteilt (Art 12 Abs. 1 IPRG).
„Durch den Erwerb der liechtensteinischen Staatsbürgerschaft geht die einmal erlangte Mündigkeit nicht verloren“ (Art 23 Abs. 2 PGR).